# The End of Evangelion
El Final de Evangelion (新世紀エヴァンゲリオン劇場版 Shin Seiki Evangerion Gekijō-ban?,  El Final de Evangelion) es una película de animación japonesa estrenada el 19 de julio de 1997. Escrita y dirigida por Hideaki Anno, fue lanzada como un final alternativo para la serie Neon Genesis Evangelion.
La película está dividida en dos episodios, cada uno con un título en japonés y otro en inglés; Episode 25': Air (エア Ea?)/Love is Destructive y Episode 26': Sincerely Yours (まごころを、君に Magokoro o, Kimi ni?)/ONE MORE FINAL: I need you. Estos capítulos sirven como contraparte y complementan a los dos últimos de la serie original, contando con una ambientación ubicada en el mundo real y mostrando en su totalidad el clímax apocalíptico de la historia.
Hideaki Anno aclaró que la película no es más que otra visión de los mismos sucesos del final de la serie, entendiendo que los episodios 25 y 26 de la serie muestran lo que sucede con los personajes desde dentro durante el Tercer Impacto, y los episodios 25' y 26' de la película lo que sucede afuera.
The End of Evangelion tuvo inicialmente una acogida muy polarizada, ganando el Animage Anime Grand Prix de 1997 (entre otros premios) y siendo tanto alabada como criticada en las reseñas. Dos décadas después del estreno de la película, las opiniones sobre ella y sobre su contenido siguen siendo ampliamente dispares. En 2014, la revista Time Out New York consideró a The End of Evangelion como una de las 100 mejores películas animadas de todos los tiempos.

## Argumento

### Episode 25': "Air"/"Love is Destructive"
Air (en honor a la obra homónima de Sebastian Bach) comienza inmediatamente después de los eventos del episodio 24. Habiendo sido dejado solo por Misato ante el lago de un devastado Tokio-3, Shinji Ikari se culpa por la muerte de Kaworu. El muchacho visita a Asuka en la habitación del hospital y trata de hablar con ella, pero Asuka permanece en coma, y Shinji comenzando a llorar y suplicando que lo ayude, la sacude, descubriendo sus pechos. Viendo esto, Shinji se masturba, sintiéndose luego asqueado de sí mismo.
Mientras tanto, Misato, indagando en la red de datos de los cuarteles de NERV, descubre la verdadera causa del Segundo Impacto y que la humanidad ha llegado al punto máximo de su evolución, y que sólo el Proyecto de Instrumentalización Humana puede dar el paso hacia la perfección. Tras perder la Lanza de Longinos, SEELE decide cambiar sus planes para iniciar el Tercer Impacto, utilizando a las dos unidades Evangelion restantes, a lo que Gendo y Fuyutsuki se oponen, causando que SEELE prescinda de ellos y los aparte del proyecto. Esto da comienzo a un ataque informático contra NERV a fin de hackear el superordenador MAGI para adueñarse de los Evangelion, pero Ritsuko, liberada por Gendo, logra impedirlo con el programa de defensa 666. Habiendo sido descartada la opción pacífica, Keel Lorentz ordena a la JSSDF invadir los cuarteles de NERV.
El Geofrente es invadido y las fuerzas de la JSSDF comienzan a masacrar al personal de NERV. Sabiendo que los pilotos de los EVAs son los principales blancos, Misato ordena que sean introducidos en sus respectivos Evangelion, el lugar más seguro. Asuka y la Unidad 02 son puestas en el fondo del lago mientras Misato rescata a un catatónico Shinji de los soldados de la JSSDF. La mayor lo lleva a rastras hasta la Unidad 01 y le informa sobre el origen de los Evangelion, los Ángeles y que el ser humano es el decimoctavo y último Ángel, siendo mortalmente herida en el proceso. Fuera, Asuka despierta de su coma en el entry plug del EVA-02 y contacta con el alma de su madre, dándose cuenta de que siempre estuvo con ella dentro del Evangelion. Impulsada por esta revelación, Asuka activa el EVA y destruye fácilmente las fuerzas blindadas y aéreas de la JSSDF, a pesar de perder el cable umbilical. SEELE, viendo en peligro sus planes otra vez, despliega a los 9 EVA de Producción en Serie para acabar con ella. A fin de sacar a Shinji de su estado, Misato lo besa y le entrega el crucifijo de su padre antes de empujarlo en un ascensor y desplomarse debido a sus lesiones. Misato pregunta al fallecido Kaji si ha hecho lo correcto, y poco antes de morir recibe la visita del fantasma de Rei, que recoge su alma y la convierte en LCL. Por su parte, Shinji llega hasta las jaulas de los Evangelion para ayudar a Asuka, pero el EVA-01 se halla enterrado en baquelita endurecida y no puede ser utilizado.
Cuando Gendo se da cuenta de que la victoria de SEELE es inevitable, desciende al Dogma Terminal con Rei para iniciar su propia versión del Tercer Impacto. Ritsuko aparece ante ellos, revelando que reprogramó a MAGI para autodestruirse y poder morir junto con su madre. Sin embargo, la autodestrucción es cancelada por el tercer núcleo del superordenador, Gaspar, y Ritsuko, conmocionada al ver que su madre eligió a Gendo sobre su propia hija, es abatida por el director de NERV. En el exterior, a pesar de que Asuka logra destruir a todos los EVAs en serie antes de quedarse sin batería, una copia de la Lanza de Longinos es arrojada contra ella, atravesando su campo AT y la cabeza de su Evangelion segundos antes de acabarse la energía. Los EVAs se reactivan entonces y se abalanzan sobre la Unidad 02, que entra en modo berserk unos instantes antes de ser despedazada.
De repente, la Unidad 01 se activa por sí misma y atraviesa la baquelita. Con Shinji en la cabina, el Evangelion sale de los arruinados cuarteles y asciende hacia la superficie, donde el joven Ikari contempla a los EVA en serie llevando los restos de la Unidad 02. Viendo que ha llegado tarde de salvar a Asuka, Shinji grita y su Evangelion libera varias alas rojas de su espalda.

### Episode 26': "Sincerely Yours"
Consternado debido a la muerte de Asuka, Shinji hace despertar a la Unidad 01, liberándose de gran parte de su armadura (que actuaba como método de control de la Unidad), lo que causa que la Lanza de Longinos original vuelva a la Tierra y se sitúe ante el cuello de la Unidad 01. SEELE decide utilizar al EVA 01 y a su piloto como medio para iniciar el Tercer Impacto y llevar a cabo la Instrumentalización, por lo que le ordenan a los EVAs en serie que crucifiquen a la Unidad 01. Ascendiendo a más de 10 000 metros de altura, los EVAs en serie con el EVA 01 forman un sefirot invertido mediante la resonancia de sus campos AT. En el Dogma Terminal, Gendo intenta fusionarse con Adán y Lilith por medio de Rei para iniciar su Tercer Impacto y reencontrarse con Yui. Pero Rei, sintiendo el dolor de Shinji, se rebela contra Gendo y absorbe el embrión de Adán de su mano antes de fusionarse con Lilith, conformando una gigantesca versión blanca de Rei que sale al encuentro de Shinji para otorgarle el control sobre el Tercer Impacto. Con la intención de romper la barrera de ego de Shinji, los EVAs en serie comienzan a resonar sus órganos S² y transforman sus caras a la de Rei, pero el ser fusionado desarrolla el aspecto de Kaworu Nagisa, lo que calma a Shinji y lo hace entrar en un trance. La Lanza atraviesa el núcleo de la unidad 01 y ésta se convierte en el Árbol de la Vida, con Shinji disolviéndose en LCL tras una visión de su madre. Fuyutsuki menciona que ahora el EVA-01 está dotado tanto de la Fruta de la Vida como de la Fruta del Conocimiento, un poder comparable al de Dios y que el destino de la humanidad yace en las manos de Shinji.
Shinji experimenta una serie de visiones sobre sí mismo y de como otros lo veían, descubriendo la verdadera naturaleza de Misato, Asuka encarándolo que solo la usa para alimentar sus fantasías sexuales, llegando a desafiarlo a que repita lo mismo que hizo en el hospital con ella, solo que esta vez ella estaría observando, a lo que después dice que si él no puede ser completamente de ella, no quiere nada de él. Ikari le pregunta a Asuka por qué no puede ser amable con él, a lo que Rei, Misato y Asuka le responden que siempre lo han sido, pero Shinji las interrumpe y las acusa de mentirosas, diciendo que mantenían todo ambiguo con sus sonrisas. Rei le dice que la verdad es dolorosa, pero Shinji responde que la ambigüedad le hace sentir más inseguro, por lo que entra en pánico y les suplica que no lo abandonen.
De vuelta en la cocina de la casa de Misato, Shinji sale a su encuentro con Asuka, diciendo que quiere ayudarla y quedarse con ella para siempre, a lo que ella responde que no haga nada, debido a que lo único que él hace es lastimarla. Shinji le pide su ayuda, pero la muchacha lo mira de reojo, llamándolo mentiroso, acusándolo de esconderse de la realidad, de estar asustado de Misato, Rei, de su padre y de su madre, y de no ser capaz de amar a nadie, ni siquiera a sí mismo. Al final, rechazando a ayudarlo por última vez, Shinji pierde el control e intenta estrangularla. Esta conclusión ocasiona en el joven Ikari el deseo de que todos los humanos desaparezcan, el cual Rei se ofrece a cumplir. De este modo, el Proyecto de Instrumentalización Humana tiene comienzo: un gigantesco campo anti-AT se despliega por toda la Tierra y todos los humanos pierden sus campos AT y se disuelven en LCL tras presenciar una aparición de Rei tomando la forma de la persona más amada por ellos. Los miembros de SEELE se disuelven también, con Keel satisfecho con este nuevo escenario. Gendo tiene una visión de Yui, Rei y Kaworu, donde lamenta haber tratado mal a Shinji durante toda su vida, antes de ser devorado por una aparición de la Unidad 01.
En el espacio exterior, los EVAs en serie empalan sus núcleos con sus lanzas y el Árbol de la Vida penetra en Lilith a través de su frente por una apertura de forma vaginal, mientras todas las almas entran en la cámara de Guf. Shinji ve aparecer ante sí a Misato, Asuka y Rei, y se le pregunta siquiera continuar y ceder a la Instrumentalidad. Shinji se pregunta la diferencia entre los sueños y la realidad, y Rei le muestra el proceso que está ocasionando su deseo: un mar de LCL, un mundo solitario donde todas las almas están unidas en una sola entidad. Entonces Shinji, en un momento de lucidez al asir el crucifijo de Misato, cuestiona por primera vez esa visión del mundo, y decide que es mejor dar marcha atrás y permitir a los humanos vivir en cuerpos separados, a pesar de que ello implique el riesgo de ser herido por otras personas. Shinji admite que siempre huyó de los demás y abraza a través de visiones de Rei y Kaworu la esperanza de que las personas puedan algún día entenderse entre ellas. Una foto de grupo con Shinji y varios otros personajes aparece, y el joven manifiesta su deseo de volver a verlos.
Saliendo por el ojo de Lilith, la Unidad 01 ruge y sus alas se expanden. El Tercer Impacto se interrumpe, provocando que las puertas de Guf se cierren y que Lilith se caiga a pedazos para liberar a todas las almas y los EVAs en serie caen petrificados a la Tierra. Kaworu, Rei y Yui revelan a Shinji que los humanos renacerán del LCL si son capaces de imaginarse a sí mismos en sus corazones, y Shinji afirma que, a pesar de no saber dónde está la felicidad, vivirá como él mismo en adelante. La Unidad 01 aparece petrificada también y es proyectada hacia el espacio tras una última gran aparición de Rei, quedado a la deriva como prueba eterna de la existencia de la humanidad. Yui menciona que mientras el Sol, la Luna y la Tierra existan, todo estará bien.

### "One More Final: I Need You"
Un tiempo indeterminado después, Shinji aparece tendido en una playa de LCL junto a Asuka, quien lleva vendas por sus heridas en la batalla contra los EVAs. Shinji avista el fantasma de Rei, tal como en el primer episodio de la serie, antes de girarse hacia Asuka. De repente, Shinji empieza a estrangularla, hasta que ella alza una mano y acaricia el rostro de Shinji, como Yui había hecho en su última visión. Soltándola, Shinji empieza a sollozar sobre ella, a lo que ella responde: "qué asco".

## Reparto
A pesar de su popularidad, se tardó casi dos décadas después del primer doblaje de la serie para realizarse un doblaje al español para América Latina de The End of Evangelion y de Evangelion: Death and Rebirth. El canal Locomotion intentó adquirirlas para proyectarlas en su ciclo de películas, pero los derechos para transmitirlas en televisión no estaban disponibles para ser adquiridos, el distribuidor tenía la intención de que primero se proyectara en cines, por lo que el acuerdo nunca se pudo concretar. Posteriormente se pensó que con el estreno de Renewal of Evangelion en el canal Animax se haría tal doblaje, pero no ocurrió. Finalmente en 2019 se realizaron ambos doblajes por y para Netflix, junto a un tercer redoblaje de la serie. En el caso de Evangelion: Death and Rebirth, se dobló Neon Genesis Evangelion: Death (True)².
Para España sí se realizó el doblaje en su momento, el cual fue colocado en el DVD de la distribuidora Selecta Visión, aunque con varios actores de doblaje de la serie original sustituidos por otros. Actualmente dicho país también contará con un redoblaje para ser incluido en el catálogo de Netflix.
| Personaje           | Seiyu Original (Japón) | Actor de voz (España) | Actor de voz (México) |
| ------------------- | ---------------------- | --------------------- | --------------------- |
| Shinji Ikari        | Megumi Ogata           | Albert Trifol Segarra | Víctor Ugarte         |
| Rei Ayanami         | Megumi Hayashibara     | Joël Mulachs          | Circe Luna            |
| Asuka Langley Soryu | Yūko Miyamura          | Iris Lago             | Georgina Sánchez      |
| Misato Katsuragi    | Kotono Mitsuishi       | Carmen Calvell        | Marisol Romero        |
| Gendō Ikari         | Fumihiko Tachiki       | Joan Massotkleiner    | Idzi Dutkiewikz       |
| Ritsuko Akagi       | Yuriko Yamaguchi       | María Rosa Guillén    | América Torres        |
| Makoto Hyuga        | Hiro Yuuki             | Eduard Itchart        | Enzo Fortuny          |
| Maya Ibuki          | Miki Nagasawa          | Nuria Trifol          | Anette Ugalde         |
| Shigeru Aoba        | Takehito Koyasu        | Alex Messeguer        | Rodrigo Carralero     |
| Kōzō Fuyutsuki      | Motomu Kiyokawa        | Jordi Ribes           | Jesse Conde           |
| Yui Ikari           | Megumi Hayashibara     | Marta Dualde          | Adriana Casas         |

## Producción
El final de dicha serie disgustó a un amplio sector de los seguidores, que se quejaron por la cantidad de incógnitas sin resolver y asuntos sin concluir en la trama, y por lo excesivamente filosófico e introspectivo de los dos últimos episodios. Eso dio lugar a que se realizaran dos películas: Evangelion: Death and Rebirth, (recopilatorio y resumen de la serie), y esta misma, para completar respectivamente a los capítulos 25 y 26. Incluso el libreto del nuevo episodio 25 era en realidad el que se iba a utilizar para la serie de televisión, pero debido a restricciones de presupuesto y de tiempo, se debió reescribir el final a como el que se mostró en televisión.
Durante la emisión de la película, se ofreció por la cantidad de 800 yenes The Red Cross Book hecho especialmente por Gainax para justificar el por qué de estas dos películas (además de contener las respuestas a varias dudas que quedaron sin resolver a lo largo de la serie).
Con el lanzamiento en 2003 de una nueva versión remasterizada de la serie denominada como Renewal of Evangelion, se lanzaron también nuevas versiones (o Director's Cut) de los episodios 21 al 24, que a pesar de conservar los títulos originales, llevaban una notación con apóstrofo como los episodios alternativos de The End of Evangelion. Inclusive, luego de los créditos finales del nuevo episodio 24, en vez de aparecer los avances del episodio 25, Un mundo que se acaba, aparecieron los avances del capítulo 25': Air, dando a entender que se trataba de un nuevo recuento y por ende, de un final alternativo a la serie.

## Recepción
La película ganó el premio Animage Anime Grand Prix en 1997 y el Premio de la Academia Japonesa por ser la «Sensación Pública Más Grande del Año»; y recibió el "Special Audience Choice Award" por Animation Kobe en 1997. EX. org clasificó la película en 1999 con el quinto mejor «espectáculo de todos los tiempos».
En Japón, The End of Evangelion recaudó 1,45 billones de yenes. El mangaka Nobuhiro Watsuki escribió:

«Acabo de ver, por fin, la versión cinematográfica de Evangelion (estoy escribiendo esto en agosto). Era obvio que quienes la crearon no amaban la historia, ni los personajes, así que estoy un poco decepcionado. Sin embargo, la dramatización, el movimiento y la edición fueron extraordinarios. Cuando la historia se introdujo al seminario de la superación personal, casi pierdo la razón por un momento. No sé si la mayoría de la gente lo disfrutó, pero como escritor, tuve la oportunidad de llevarme algo de esto».

Newtype USA calificó la película como una «saga de engaño». También la criticó por tener «matices más bíblicos, un melodrama adolescente y una mala educación» y que «para algunos espectadores frustrados, esos DVD podrían llevarlos a un "Cuarto Impacto" lanzando esos DVD contra la pared».
Marvin Gleicher de Manga Entertainment
Muchos críticos se enfocaron en la producción audiovisual. Mark Schilling de Light y Sound escribió que «la coherencia narrativa parece no ser tan importante para los cineastas que el lanzamiento de un ataque audiovisual consistente. Las imágenes caleidoscópicas alcanzan momentáneamente la acción vívida para el clímax desconcertante». Mike Crandol de Anime News Network dio a la película una calificación aprobatoria en general y la describió como una «maravilla visual». Él describió el lanzamiento del DVD como una «mochila mezclada», expresando desagrado sobre la presentación trivial en vídeo y todo el débil material adicional. David Uzumeri de Comics Alliance resumió la película como «una orgía oscura, brutal y psicodélica de sexo y violencia que culmina en una enorme extinción de la humanidad mostrado para una optimista canción J-pop con líricas sobre el suicidio». Uzumeri también declaró que los «temas de Neon Genesis Evangelion critican a la audiencia por ser débil y perdida en la fantasía se manipuló una vez, cuando el protagonista Shinji mira a todos muriendo debido a su extinto esfuerzo por relacionarse con alguien».
El cineasta independiente Patrick Meany describió la película como una «pieza maestra vanguardista», notando que «esto viola virtualmente cada regla de linea narrativa tradicional cinematográfica» y en particular, elogió la secuencia instrumentalizada como «asombrosa» y «diferente a lo que él haya visto».
En un artículo para Slant Magazine, el escritor Michael Peterson remarcó que «esto no fue hasta la película The End of Evangelion donde la fuerza visual de Anno como director destacó muy bien». Él observó que «Anno, como David Lynch, poseen una habilidad en unir los fotogramas de sus tomas, y cuidan el detalle del color para una composición visual que destaca no sólo por ser hermosa en el contexto de la historia, pero también como imagen individual, una calidad pictórica que él aplica hacia su trabajo. Cuando Anno procesa una imagen a base de fotogramas, el poder de la imagen específica se convierte en una herramienta que puede, más tarde, referirla de regreso para una respuesta intelectual y emocional instantánea».
Carlos Ross de Them Anime Reviews comparó el tono de la película con The Blair Witch Project en que esto destruye la serie mientras «gana dinero». Fue especialmente crítico de toda la segunda mitad de la película diciendo:

La segunda parte de la película es tan incoherente y obtusa, que pierde completamente al principal público (y, de hecho, virtualmente, a cualquier público) que esta serie ha atraído antes. Va más allá de una película de arte y de un anime. Y, al hacerlo, va más allá de la capacidad del público para entender y ser entretenido, lo cual malogra el propósito de algo etiquetado como entretenimiento.».

Schilling revisó la película como algo más que una deconstrucción, sino un intento de unificación de los medios:

«A pesar del gran reparto de personajes, desenvolvimiento de la historia a través de décadas y la profusión de una jerga del siglo XXI, mucha de ella tomada de fuentes cristianas, la película es esencialmente un capítulo de los Power Rangers en grande: por ejemplo, superadolescentes pilotando grandes y poderosas máquinas, y salvando el mundo de monstruos. Hemos visto todo esto antes. No obstante, lo que no habíamos visto, es la forma en que la película retrocede y avanza en el tiempo, pasa por entre cambios narrativos y destella texto explicativo, en letras chinas de tamaño publicitario, a una velocidad mental alucinante. Es una hipercargada fantasmagoría que desafía la llana comprensión, al tiempo que ejerce una fascinación hipnótica. Viéndola, uno se hace parte del parte de la corriente de información multimedia de la película.
Shin Seiki Evangelion es, en prospectiva, la integración de todos los medios populares —televisión, manga, cine y videojuegos— en nuevas formas en las que las distinciones entre lo real y lo virtual, el observador y lo observado, el hombre y la máquina, se difuminan y por último dejan de importar. ¡Oh!, Un mundo feliz que tiene tal animación en él».

Chris Beveridge de Mania.com describió la película como «que trabaja en muchos niveles», pero advierte que no está destinada a ser vista sin haber visto antes el resto de la serie.
Patrick Macias de TokyoScope clasificó la película como una de las 10 mejores películas de todos los tiempos, y la mejor película anime de los 90., La revista cinematográfica CUT la clasificó como la tercera en su lista principal de las treinta mejores películas anime de todos los tiempos.

## Análisis
En la escena final de The End of Evangelion, Shinji y Asuka se han separado de la existencia humana colectiva. Shinji intenta estrangularla, pero finalmente se detiene y comienza a llorar después de que la muchacha acaricia su rostro. La carta coleccionable de Evangelion D-88 de Bandai comenta al respecto:

"Shinji renunció al mundo donde todos los corazones se habían fundido en uno y aceptado los unos a los otros incondicionalmente. Su deseo... de vivir con los 'otros' — otros corazones que a veces le rechazarían, incluso se negarían a él. Esa es la razón por la cual lo primero que hizo al recobrar la consciencia fue poner sus manos alrededor del cuello de Asuka. Para sentir la existencia de un 'otro'. Para confirmar el rechazo y la negación."

El significado de esta escena final es difícil, y ha sido bastante controvertido. Según un episodio del programa de animes Anime Yawa del 31 de marzo de 2005 en el canal NHK, la línea final de Asuka fue inicialmente concebida como "¡Nunca querría ser asesinada por ti de entre todos los hombres, para nada!" o "Nunca te dejaré matarme." ("Anta nankani korosareru nowa mappira yo!"), pero Anno se sintió insatisfecho con la manera en que la seiyu de Asuka, Yuko Miyamura, declamaba la frase. Al final Anno le hizo una pregunta que definió su idea final en esta escena.

"Sobre la línea final que elegimos, no estoy seguro sobre si debería hablar sobre ello. Al final Anno me dijo 'Miyamura, imagina que estás durmiendo en tu cama y un extraño se cuela en tu cuarto. Puede violarte en cualquier momento, ya que estás dormida, pero no lo hace. En vez de eso se masturba mirándote. Cuando despertaras y supieras lo que había hecho, ¿qué dirías?' Pensé que se trataría de un hombre extraño, pero en ese momento me sentí asqueada. Así que le dije lo que pensaba, 'asqueroso'. Y entonces él asintió y dijo 'Pienso lo mismo.'"

Tiffany Grant, la actriz de doblaje anglosajona de Asuka, hizo la siguiente declaración:

"La traducción más extendida de la última línea de EoE [End of Evangelion] es "I feel sick" ("me siento mal/asqueada"), pero Amanda Winn Lee (la actriz de Rei Ayanami y directora de doblaje de The End of Evangelion) dijo que preguntó a varios traductores y sintió que "disgusting" ("asqueroso") era la traducción más acertada. Se puede decir que ella está asqueada o disgustada con la situación o con Shinji mismo. Mi explicación favorita, sin embargo, es esta: mi marido, Matt Greenfield, dirigió el doblaje de la serie de televisión y es gran conocedor de la franquicia de Eva. Matt dice que aunque  Hideaki Anno (el creador de Eva) parece cambiar de idea frecuentemente sobre qué significan varios elementos de Eva, una vez dijo que el comentario de Asuka sobre sentirse "enferma/mal" era una referencia a las náuseas del embarazo. Eso sí que da qué pensar, ¿no?. Por supuesto, Anno es un ardiente defensor de la idea de que cada persona debería decidir por sí misma lo que Eva significa para ellos."

Una interpretación más o menos generalizada es que, a pesar del tono sombrío de la conclusión, los efectos de la Complementación Humana no son permanentes, ya que tanto Rei como Yui constatan que las personas podrán restaurar sus existencias físicas si quieren, dependiendo de la fuerza de sus corazones. Se ha sugerido que Shinji y Asuka son primeras personas en manifestarse de nuevo en la realidad por la fuerza de su relación, tal y como otra carta coleccionable de Eva explica:

"En el mar de LCL, Shinji deseó por un mundo poblado por otras personas. Deseó encontrarse con ellas de nuevo, incluso si eso significaba ser herido y traicionado. Y justo como había deseado, Asuka estaba presente en el nuevo mundo. Sólo Asuka estaba allí además de él. La chica a la que había herido y por la que había sido herido. Pero a pesar de ello, ella fue la única con la que él deseó estar..."

Ha sido debatido si The End of Evangelion pretende ampliar los episodios 25 y 26 de la serie o sustituirlos por un final completamente nuevo, ya que ciertas secuencias de los episodios de televisión evocan secuencias de la película, como una imagen del cadáver de Misato, Ritsuko flotando en LCL, Asuka bajo el agua en la unidad 02 y otra de Shinji encogido y desesperado.